# Stenospermation ancuashii
Stenospermation ancuashii är en kallaväxtart som beskrevs av Thomas Bernard Croat. Stenospermation ancuashii ingår i släktet Stenospermation och familjen kallaväxter. Inga underarter finns listade.